# Yasutaka Yanagi
Yasutaka Yanagi (柳 育崇 Yanagi Yasutaka?), född 22 juni 1994 i Chiba prefektur, är en japansk fotbollsspelare.
Yanagi började sin karriär 2017 i Albirex Niigata Singapore. 2018 flyttade han till Albirex Niigata.